# Trichomycterus hasemani
Trichomycterus hasemani är en fiskart som först beskrevs av Eigenmann, 1914.  Trichomycterus hasemani ingår i släktet Trichomycterus och familjen Trichomycteridae. Inga underarter finns listade i Catalogue of Life.